# Llista de plantes de fulla comestible

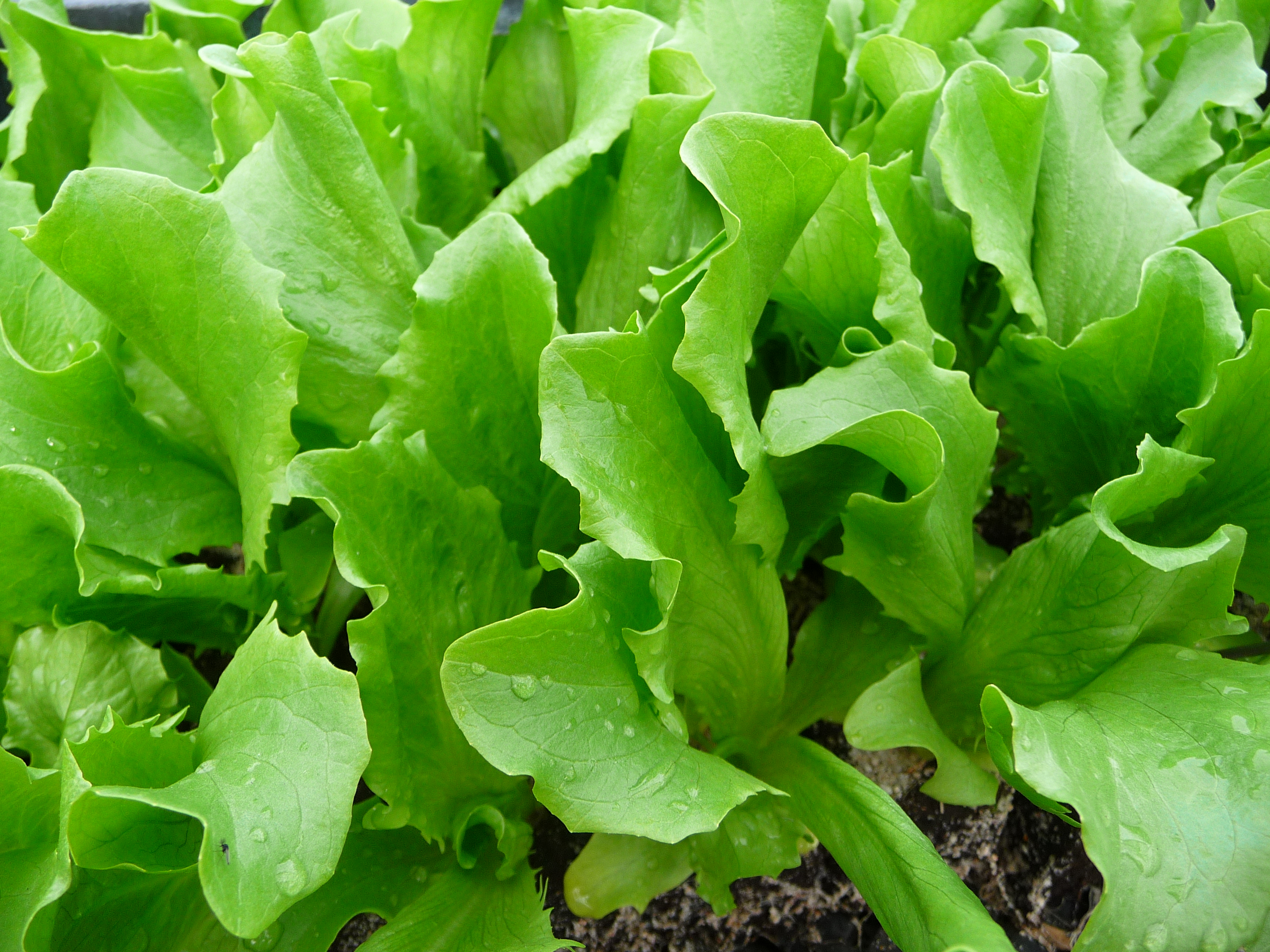
Fulles d'enciam cultivat

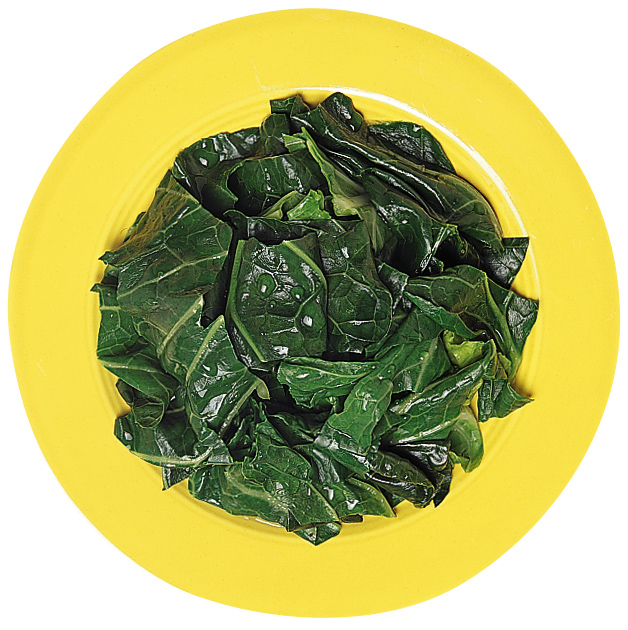
Plat d'espinacs

Hi ha un gran nombre de plantes de fulla comestible. Aquesta llista inclou algunes de les plantes de fulla comestible més comunament utilitzades com a hortalissa, per menjar bullides, fregides, a la brasa o en amanida, en quantitats substancials. No s'inclouen aquelles que s'utilitzen en quantitats molt menudes per condimentar plats, com la farigola o l'orenga, o amb finalitats medicinals, com la camamilla o la til·la.

## Història i usos
Hom han consumit diversos tipus de fulles des de temps molt antics segons l'estació i la zona. Segurament les plantes ja formaven part de la dieta humana als temps prehistòrics. Algunes plantes de fulla comestible varen ser documentades a la Grècia antiga, a l'antiga Roma i a l'edat mitjana. Amb el pas dels segles moltes, però, han estat substituïdes per altres hortalisses de fulles més tendres, de gust més neutral o considerades més refinades. Les que es consumien tradicionalment encara es troben en estat salvatge a llocs determinats. Generalment són més abundants a les vores dels pobles i zones habitades, indicant que probablement són vestigis d'antics conreus.
Hi ha llocs, com a la Ligúria, on és costum anar a collir fulles comestibles silvestres, com qui va a collir bolets. Aquestes es fan servir per preparar plats locals, com el preboggion. També és tradicional menjar una gran varietat de fulles silvestres a Grècia; un dels plats que es preparen amb aquestes fulles és horta, amanida grega a base de verdures bullides.

## Precaucions
Cal extremar la precaució abans de menjar una fulla que hom no coneix bé. És important saber identificar bé l'espècie, car hi ha moltes plantes de fulla comestible molt semblants a espècies que poden tindre efectes tòxics o no desitjats. El fet que un fruit o rel siguin comestibles no vol dir que les fulles de la mateixa planta també ho siguin, i viceversa.
Certes fulles contenen substàncies químiques que poden ser tòxiques en quantitats grans. L'espinac, per exemple, conté una certa proporció d'àcid oxàlic. Per a eliminar una gran part de la toxicitat moltes fulles han de ser bullides. Per exemple, la morella vera (Solanum nigrum) conté un alcaloide, la solanina, que es destrueix en gran manera després de bullir les fulles i llençar l'aigua. Malgrat ser classificada com a planta metzinosa, les fulles de la morella vera són una font d'aliment important a certs països, com Etiòpia i l'Índia, i també es mengen a Grècia.
Com a regla general, el consum moderat de fulles en les proporcions tradicionals és innocu llevat que es doni un cas d'al·lèrgia a algun dels components químics de la fulla en qüestió. Hi ha gent, per exemple, que és al·lèrgica a l'api. De totes maneres, cal ser prudent i evitar de menjar grans quantitats d'una mateixa fulla durant períodes prolongats.

## Llista d'espècies
- Agrella o vinagrella (Rumex acetosa)
- Aleixandri o api de cavall (Smyrnium olusatrum)
- Amargot (Urospermum dalechampii)
- Api (Apium graveolens)
- Api bord (Levisticum officinale)
- Armoll (Atriplex hortensis)
- Bella de nit (Oenothera biennis)
- Badola o agrella de fulla rodona (Rumex scutatus)
- Bleda (Beta vulgaris var. cicla)
- Bleda xinesa o col pequinesa (Brassica rapa subsp. pekinensis)
- Blet blanc, bledeta, bledó bord, cuineta o cendrosa (Chenopodium album)
- Blet bord, bleda borda o xufletes (Emex spinosa)
- Boixac de jardí, la calendula (Calendula officinalis)
- Borratja o borraina (Borago officinalis)
- Calabruixa grossa (Muscari comosum)
- Campaneta o soja borda (Abutilon theophrasti)
- Canyametes (Suaeda maritima)
- Card marià (Silybum marianum)
- Cardellet o card de moro (Scolymus hispanicus)
- Cirialera herbàcia, herba salada, pollet o amanida de pobre (Salicornia europaea)
- Citró, herba groga o ravenissa negra (Hirschfeldia incana)
- Col (Brassica oleracea)
- Col de Kerguelen (Pringlea antiscorbutica)
- Col llombarda o col morada (Brassica oleracea var. capitata f. rubra)
- Col verda (Brassica oleracea var. sabellica)
- Col xinesa (Brassica rapa chinensis)
- Coleta o rave de mar (Crambe maritima)
- Colitxos (Silene vulgaris)
- Cosconilla (Reichardia Picroides)
- Creixen (Nasturtium officinale)
- Crisantem comestible (Chrysanthemum coronarium)
- Cuscullera (Hyoseris radiata)
- Dent de lleó o llumenetes (Taraxacum officinale)
- Enciam o lletuga (Lactuca sativa)
- Endívia (Cichorium endivia)
- Escarola (Cichorium endivia)
- Espinac (Spinacia oleracea)
- Fonoll o fenoll (Foeniculum vulgare)
- Fonoll marí o cresta marina (Crithmum maritimum)
- Grelos (Brassica rapa var. rapa)
- Herba de les mamelles (Lapsana communis)
- Herba dels canonges (Valerianella locusta)
- Herba de plata (Mesembryanthemum crystallinum)
- Herba de Santa Bàrbara (Barbarea verna)
- Jute d'Aràbia o mlokhiya (Corchorus olitorius)
- Lletsó d'hort o llicsó (Sonchus oleraceus)
- Malva major o malva de camp (Malva sylvestris)
- Malví o fregador (Althaea officinalis)
- Marxant gros o blet gros (Amaranthus retroflexus)
- Morella roquera (Parietaria officinalis)
- Morella vera (Solanum nigrum),[cal citació] (!) les baies verdes són tòxiques
- Morritort o murrissà (Lepidium sativum)
- Mostassa blanca o senabre (Sinapis alba)
- Mostassa borda o mostalla borda (Sinapis arvensis)
- Mostassa negra o mostalla negra (Brassica nigra)
- Ortiga (Urtica spp.)
- Ortiga gran o ortiga verda (Urtica dioica)
- Pimpinella o enciam dels cavallers (Sanguisorba minor)
- Repunxó (Campanula rapunculus)
- Rosella (Papaver rhoeas)
- Ruca (Eruca sativa)
- Botja groga (Limbarda crithmoides)
- Sarró o espinac de muntanya (Chenopodium bonus-henricus)
- Taperera (Capparis spinosa)
- Te bord (Chenopodium ambrosioides)
- Vellutet o cresta de gall (Celosia argentea)
- Verdolaga (Portulaca oleracea)
- Vinya (Vitis spp.)
- Xicoira (Cichorium intybus)